# 楊寶發
楊寶發（1930年10月29日—2012年5月16日），臺南新化洋仔港（今臺南市新化區豐榮里）人，曾任內政部政務次長、臺北市政府民政局局長、第五任臺南縣縣長，為臺南縣縣歌作詞者。在地方派系被歸為親「山派」。

## 政途
楊寶發出生於1930年（昭和五年），畢業於臺南一中、國立臺灣大學政治學系。
公務人員高等考試普通行政考試及格後，楊寶發曾任臺灣省政府民政廳科員、股長、指導員，中華民國內政部視察、專門委員，中國國民黨苗栗縣黨部主任委員、南投縣黨部主任委員，以及臺北市政府民政局局長。

### 參選臺南縣縣長
1976年，時任臺南縣縣長高育仁任期未滿即調升內政部常務次長，縣長由臺灣省政府委員李悌元代理。面對1977年縣長選舉，在同年6月11日至16日的國民黨黨內提名登記中，黨內被視為有意向者有臺灣省議員李雅樵、事務官郭俊次、立法委員張文獻、前縣長高文瑞之子（時任國民黨高雄縣黨部主任委員）高宗仁等人。:59-60然而在各路人馬摩拳擦掌之時，6月11日時任臺北市民政局長楊寶發突然登記，由於在辦理提名登記前一天，臺南縣黨部還拒絕提前讓有意參與登記者領表，而楊氏能把領表登記加上體檢等手續在二十幾分鐘內一口氣完成，被視為受到國民黨高層支持。:61-62
7月18日，國民黨臺南縣黨部完成初步彙整作業，向臺灣省黨部提出的人選中以楊寶發為榜首、郭俊次居次。消息傳出後第二天上午，縣內各機關首長和政界人士即收到李雅樵陣營發出長達五千字的李氏推介信，推薦李氏為下屆縣長候選人。:65在國民黨基層各小組在反映資料中，其實以李雅樵和郭俊次二人所受歡迎程度較高，縣黨部給省黨部參考名單中卻以楊寶發為第一，外界分析是李氏派系色彩太濃；楊氏雖在地方沒有群眾基礎，但曾出任國民黨苗栗、南投兩縣黨部，以忠貞年輕黨工身分是國民黨「派系替代政策」中最常出現的人選。最終國民黨中常會於8月10日作出最終定案，由楊寶發獲得提名。:67
選舉中，楊寶發以「吾愛吾縣」為訴求，獲得「山派」掌握的農會系統助選。:70在單一候選人的選舉中以386,738票當選縣長。唯日後楊寶發施政仍倚重山派，久而久之也被視為山派人物。:74

### 臺南縣縣長任內
楊寶發自當選第八屆縣長後，被視為並未積極準備連任。直到1981年初，楊寶發可能接任陳時英因被提名競選監察委員所遺留的中國國民黨中央委員會秘書處主任一職的傳聞落空後，他對布局連任的事才轉趨積極。:76
當時國民黨內有上屆爭取黨內提名失敗的李雅樵捲土重來。1981年元月春節前夕，李雅樵在新營明確宣布要競選第九屆縣長，5月更以返鄉定居宣誓決心。:758月5日，國民黨確定提名楊寶發後，支持李氏的陣營一度出現激化現象，在提名人選揭曉隔天，新營、麻豆、下營、佳里、學甲街頭出現了支持李雅樵的標語，主要內容有「楊寶發不要太高興！有好戲看啦」、「李雅樵站出來」、「認真出來就贏了，李雅樵」、「李雅樵你無種」、「李雅樵有種就出來競選縣長」...；至於標語上的署名則有「一群憤慨的縣民」、「鹽水鎮民」、「李雅樵死力軍」等...。由於這些標語有些甚至貼在國民黨民眾服務分社的電桿上，故令黨員十分重視；在逐級向縣黨部、省黨部回報，並獲指示後才處理掉這些標語。:82最終在新任縣黨部主委張麗堂的拜會下，李雅樵才接受轉任省府委員的安排，不出馬挑戰楊寶發。:85

### 九三水災與競選連任
1981年9月，臺南縣因艾妮絲颱風引起的「九三水災」受損嚴重，臺南縣內的曾文水庫、烏山頭水庫、白河水庫緊急洩洪，造成急水溪及曾文溪堤防多處潰堤，導致新營及大內兩鄉鎮積水超過兩公尺，其中新營鎮積水最嚴重的除急水溪濱的鐵線里、五興里。市區的民治路、三民路、復興路、中山路、延平路和火車站一帶都淹水；大內鄉石仔瀨村則積水高至屋頂。:89在水勢稍退之後，臺灣省政府主席林洋港南下勘災，臺南縣政府卻未引導林洋港到災情最嚴重的五興、鐵線里視察災情，引起部分災民強烈反彈。:899月5日晚間，楊寶發偕新營鎮鎮長周金澤和地方民意代表前往五興、鐵線兩里慰問災民時，遭到災民的包圍責罵，表示受水圍困的兩天不見乾糧與救援。最後在臺南縣警察局鐵線派出所據報派員維持秩序，以及楊縣長一再解釋和致歉才稍息眾怒得以解圍。:89縣政府在災後的處置受到強烈批評。
在競選連任中，楊寶發原本被視為選情穩定；然而在10月12日下午，卻出現原先默默無聞的國民黨籍臺灣警備總司令部退役中校監察官蔡四結登記參選。:93國民黨勸退無效，蔡四結將國民黨黨證寄回。:93蔡四結原先被視為對選戰影響不大，卻在臺南縣造成一股旋風。11月1日蔡氏請道士在急水溪畔作法事以超渡九三水災罹難者亡魂，在祭文中指出水災咎於主事者。對此，楊寶發召開記者會公開說明縣府努力，表達內心受「流言」攻擊的「委屈」，:95並對蔡氏參選動機、退役原因及黨派屬性等個人私德攻擊。:97
選舉結果，上屆以38萬多票高票當選的楊寶發僅獲得215,662票，只以小差距勝過蔡四結。值得一提的是，除了蔡四結本籍白河鎮以14,463票大勝楊寶發3,637票外，楊寶發在深受九三水災之苦的新營鎮更是以11,195票落後蔡四結的15,944票。選後楊寶發到新營謝票時，沿途沒有熱烈場面，也無人放鞭炮祝賀連任，場面十分尷尬與冷清。

### 卸任後
2010年大臺南市長選舉中，楊寶發曾於10月為國民黨提名的郭添財站台。
2012年，楊寶發逝世。